# Studenčeskaja (stanice metra v Moskvě)
Studenčeskaja (rusky Студенческая) je stanice moskevského metra na Filjovské lince.

## Charakter stanice
Studenčeskaja je povrchová (ačkoliv je založena v mírném zářezu) stanice s dvěma bočními nástupišti. Obě dvě jsou spojena jedním proskleným vestibulem, který jej kříží zhruba v polovině. Umístěna je nedaleko Kyjevského nádraží, paralelně s železniční tratí.
Stanice se otevřela 7. listopadu 1958 jako součást převážně povrchového úseku Filjovské linky mezi stanicemi Kijevskaja a Kutuzovskaja. Denně ji využije 14 150 cestujících (2002), což ji řadí k těm méně vytíženým.